# Hochkopf (Bitche)
Le Hochkopf est un sommet des Vosges du Nord situé dans la commune de Bitche, dans le département de la Moselle. Culminant à 429 mètres, c'est l'un des plus hauts sommets du pays de Bitche et le point culminant de l'ex-comté de Bitche.

## Toponymie
Anciennes mentions : Haukopff (1749) ; Hochkopf (1766).

## Géographie

### Localisation
Le Hochkopf est situé au sud de la commune de Bitche, à deux kilomètres environ de l'étang de Hasselfurth. La limite avec la commune de Mouterhouse passe sur son versant sud-est.
Le Hochkopf est entouré par :
- le col du Hochkopf, au nord-est[4] ;
- le col du Widerschall, au sud-ouest ;
- l'Entenbaechel, étang et ruisseau au nord-ouest où la Horn prend sa source ;
- l'Entenbaechelthal, vallée au nord-ouest ;
- la Langenthal, vallée au sud ;
- la maison forestière du Hochkopf, située au sud-est ;
- la route forestière du Hochkopf, qui passe sur le versant sud du Hochkopf et qui rejoint la N62 dans l'écart de Stockbronn[1].

## Histoire
Autrefois et jusqu'à l'extinction du dernier haut-fourneau de Mouterhouse, le site du Hochkopf était exploité par une mine de fer, appelée « mine en roche ».
C'est à proximité du Hochkopf que Stéphane Krauth a brûlé et abandonné le corps sans vie de sa victime Karine Schaaf le 22 juillet 2001.